# Frauen der Leidenschaft
Frauen der Leidenschaft ist ein mehrteiliger deutscher Stummfilm aus dem Jahre 1926 von Rolf Randolf mit Fern Andra und Agnes von Esterhazy in den Hauptrollen.

## Handlung
Die Geschichte beginnt mit einer Rahmenhandlung. Mehreren jungen Leuten, die ein wildes, ungezwungenes Lebens führen, wird von einer alten Frau geweissagt, dass sie mit ihrem Benehmen eines Tages großes Unglück erfahren werden. Diese Weissagung untermauert die Alte mit den nachfolgend erzählten, beiden Geschichten.

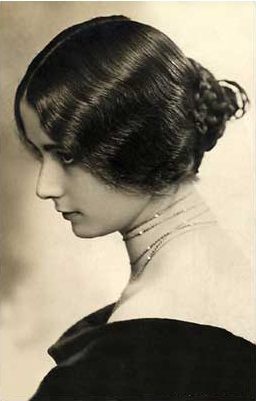
Die historische Cléo de Marode

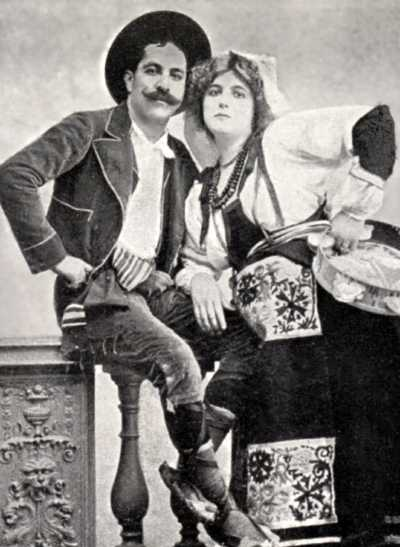
… und die reale Clara Ward mit Geiger Jancsi Rigó (um 1905)

### Die Tänzerin Seiner Majestät
Die französische Ballerina Cléo de Mérode liebt den jungen schwedischen Studenten Albert Sondwall, der bei ihrer Mutter zur Untermiete wohnt. Eines Tages lernt sie bei einem ihrer Auftritte den belgischen König kennen, der sie über alle Maßen zu begehren beginnt, und wird seine Geliebte, was zum royalen Spottnamen „Cléopold“ führte. Eines Tages begegnet sie ihrer Studentenliebe wieder, die in der Zwischenzeit in Staatsdienst seines Heimatlandes getreten war und als schwedischer Attaché nach Brüssel entsandt wurde. Die alten Gefühle brechen bei ihr wieder auf und sie macht sich, als eine der beiden titelgebenden Frauen der Leidenschaft, auf die Suche nach Albert. Schließlich entdeckt sie seine Spuren, die in ein Hotel führen: Dort logiert er … mit Ehefrau und Kind. Der König, erzürnt, dass sie sich mit einem anderen Mann eingelassen hat, will sie aus seinem Leben entfernen, da beschließt Cléo von sich aus abzureisen und auf Welttournee zu gehen.

### Prinzessin Chimay, das Opfer des Zigeuners
Besagte „Prinzessin“ heißt in Wirklichkeit Clara Ward und ist eine überaus kapriziöse US-amerikanische Millionenerbin, die gewohnt ist, das jedermann nach ihrer Pfeife tanzt. So alarmierte sie eines Tages die New Yorker Feuerwehr, weil ein kleines Mädchen ihre Luftballons verloren hatte, die nun in den Telegrafendrähten festhingen. Für das Glück der Kleinen war sie gern bereit, die für diesen Einsatz verhängte Strafe zu bezahlen. Ein anderer Akt ihrer Leidenschaft hatte sehr viel dramatischere Folgen: Clara ehelichte später den alten französischen Prinzen Chimay, verliebte sich aber nur zwei Wochen darauf leidenschaftlich in den Geiger Rigo, der sie erst in Verruf und dann um ihr Vermögen brachte. Schließlich versucht Rigo, sie gegen Geld sogar mit einem anderen Mann zu verkuppeln. Um ihre sterbenskranke Mutter in Amerika zu besuchen, muss sie sogar um Geld betteln. Die Mutter, die mit ansehen muss, wie heruntergekommen ihre Tochter ist, verstößt sie daraufhin. Claras Leidenschaft zu dem Zigeunerprimas und deren Folgen wurden ihr zum Verderben und führten schließlich zu ihrem frühen Tod.

## Produktionsnotizen
Frauen der Leidenschaft entstand im Februar und März 1926 im Atelier von Berlin-Staaken, passierte am 12. April desselben Jahres die Filmzensur und wurde vier Tage darauf in Berlins Primus-Palast uraufgeführt. Der mit Jugendverbot belegte Achtakter besaß eine Länge von 2722 Meter.
Robert A. Dietrich entwarf die Filmbauten.

## Wissenswertes
Es gab laut Gerhard Lamprechts Deutsche Stummfilme 1903-1931 ursprünglich noch eine an zweiter Stelle stehende dritte Episode (Helene von Racowitza, die Geliebte Ferdinand Lassalles), deren Inhalt aber nicht vorliegt und die offensichtlich auch nicht in die Endfassung des Films gelangte.

## Kritiken
Das Kino-Journal konstatierte knapp: „Frauen der Leidenschaft – Opfer der Leidenschaft“.
Wiens sozialistische Arbeiter Zeitung empörte sich: „Es ist einfach unerhört, was dem Publikum da zugemutet wird. Zwei durch einen Rahmen zugehaltene, geradezu blödsinnige Filmfabeln, übelster Kinokitsch von anno dazumal, und eine Besetzung, die man allenfalls hätte zusammenstellen können, wenn man den Film als Parodie hätte aufzäumen wollen. Da wirft sich die unmögliche Fern Andra noch immer in ihre Filmposen aus dem Jahre 1912, da strotzt alles von Sentimentalität und Unwahrscheinlichkeit.“.